# تلمبه شهید یاوری
تلمبه شهید یاوری یک منطقهٔ مسکونی در ایران است که در دهستان نگار واقع شده‌است.